# Red Metropolitana de Movilidad

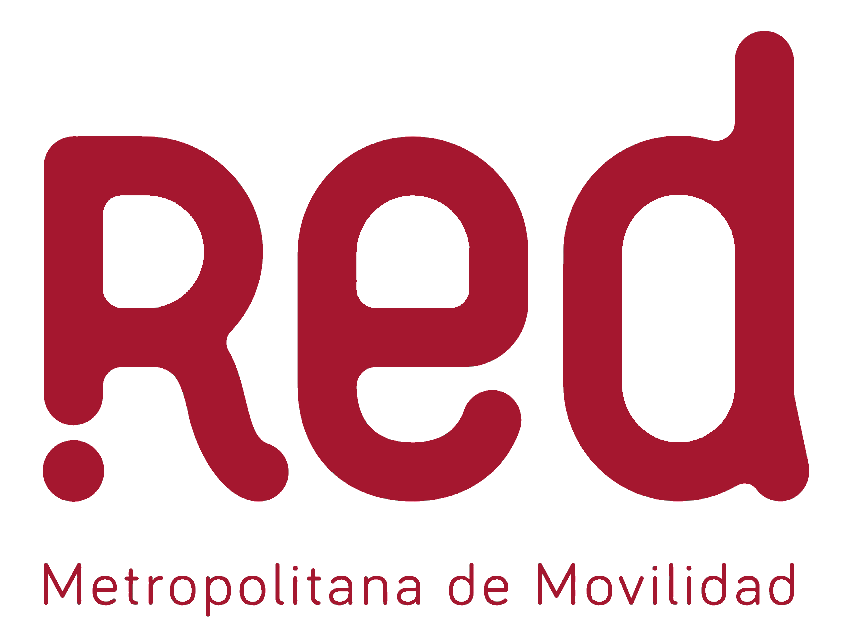

Red Metropolitana de Movilidad (Transantiago till mars 2019) är Santiago de Chiles kollektivtrafiksystem som trafikerar den chilenska huvudstadens storstadsområde.
Idag omfattar systemet bussar, tunnelbana, tåg (Metrotren). För att åka används ett så kallat förbetalt smartkort, bip! som möjliggör resandet mellan de olika transportformerna.
Införandet av Transantiago är en av de mest ambitiösa projekt som staden genomfört för att förbättra stadens kollektivtrafik.
Med transantiago har kollektivtrafiksystemet förbättrats och inneburit att luftkvaliteten i huvudstaden har förbättrats.
Införandet av det nya systemet var dock problematisk. Det fanns för få bussar och folk klagade på att bussarna stannade långt ifrån där de normalt brukade stiga på/av. Kaoset under premiärdagen gjorde att folk började använda tunnelbanan alltmer vilket i sin tur resulterade i att den blev överfull. Det blev bland annat kö för att komma ner i tunnelbanenedgångarna. Krisen och de ständiga TV-debatterna försvårade för Michelle Bachelet inför hennes presidenttillträde den 11 mars 2006.
Systemet har försenats ett par gånger och blev inte färdigställt helt förrän 2011 när alla linjer var i trafik och när infrastrukturen förbättrats.

## Före Transantiago
Kollektivtrafiken var länge ett av de största problemen i Santiago, speciellt under stadens stora utbredning under 1900-talet. De första försöken till en reform påbörjades under 1960-talet och koncentrerades till att bygga Metro de Santiago (tunnelbanan), men man koncentrerade sig inte på att lösa det kaotiska systemet i Santiago, där ett par hundra busslinjer (kända som "liebres", harar) trafikerade gatorna.

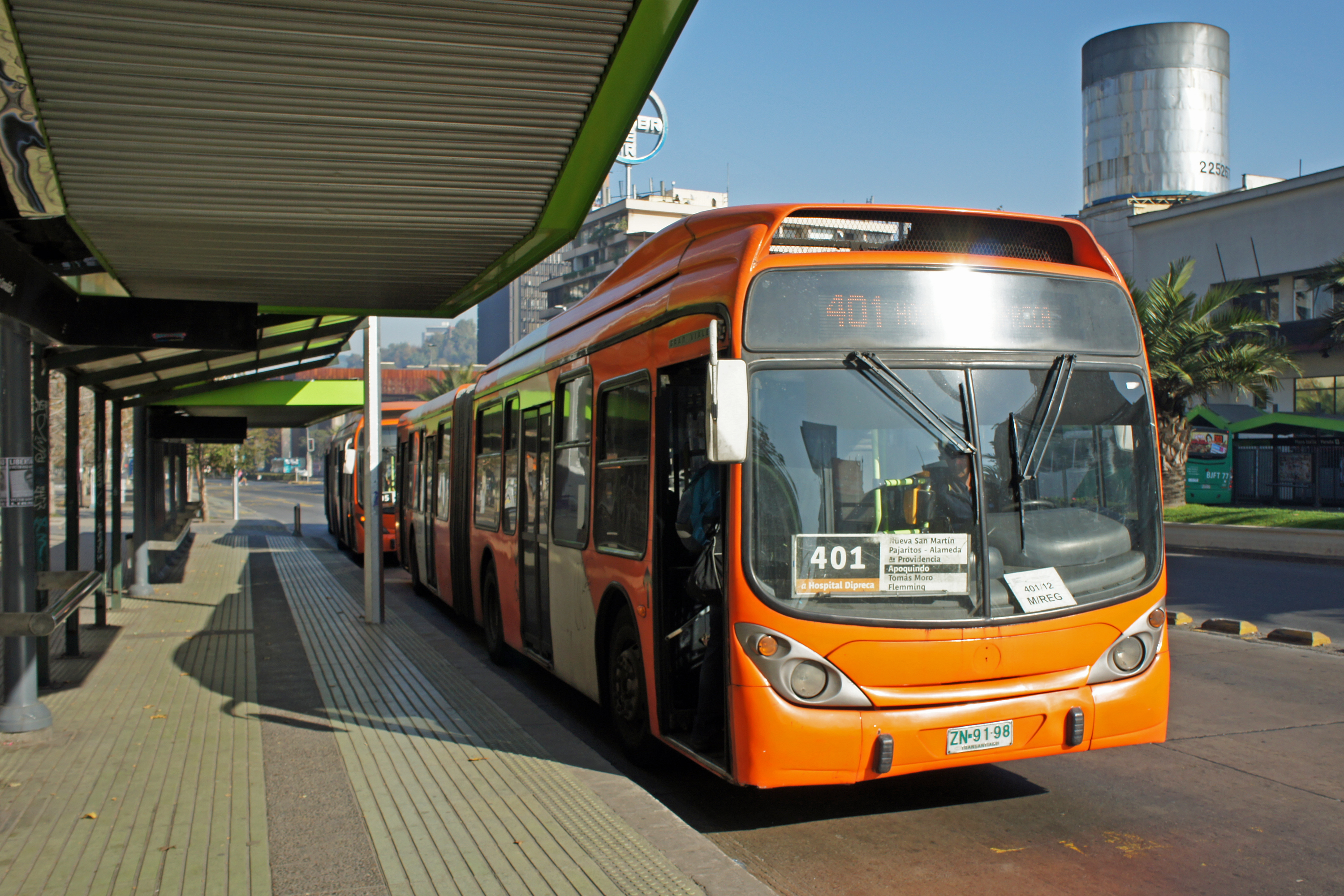
Buss i Transantiago

Ända till 1979 hade staten en stor roll i kollektivtrafiksystemet med Empresa de Transportes Colectivos del Estado ("Statens Kollektivtrafikbolag", ofta förkortad som "ETC del E" eller "ETCE"), som lydde under staten, och var det företag som bestämde priser för resor på de olika busslinjerna. Men på grund av den dåliga kvalitén införde militärregimen (som lydde under Pinochet) en liberalare kollektivtrafik och den fasta prisplanen avskaffades 1983. Man väntade sig en öppnare kollektivtrafik med ökad konkurrens. Det blev också ett kraftigt ökat utbud med mycket allvarlig miljöförstöring som följd. Dessutom steg biljettpriserna med över 250 % mellan 1979 och 1990.
1990 genomfördes en viktig reform då systemet började baseras på koncessioner. Efter detta hade staden makt att bestämma linjer och la ut dem genom budgivning på olika företag. Prisplanen skulle bero på det ekonomiska klimatet och olika ekonomiska faktorer som till exempel inflationen och priset på drivmedel (olja och bensin i detta fall). Ytterligare en bestämmelse var att införa en färg på alla bussar, gult, istället för en massa olika färger som de gamla "hararna" hade.
Vid starten av denna reform stötte staden däremot på problem. De fortsatt höga nivåerna av miljöförstöring och höga bullernivåer, samt många köer och trafikstockningar på stadens viktigaste bilvägar. Ungefär 80 % av alla linjer gick på dessa högtrafikerade vägar och restiden var inte tillfredsställande för trafikanterna. Andra problem var bussarnas bristande kvalitet, alla var över åtta år gamla. Man misslyckande även att införa en gemensam prisplan, samt att många av de företag som köpte upp busslinjer inte hade mer än två bussar var. Detta ledde till konkurrens mellan olika bussar, även på samma linje, och genererade fler personskador i trafiken.
De olika misslyckade planerna och den ej fungerande trafiken slutade med att staden tydligt visade sitt missnöje med trafiken. Kollektivtrafiken fick till exempel endast 11,2 poäng av 100 möjliga i en undersökning. När Richardo Lagos gick till presidentval inför 2001 kandiderade han med löften om en förbättrad kollektivtrafik med ett enhetligt bussystem och förlängning av tunnelbanan. När han senare valdes och tillträdde i mars 2001 satte han igång ett stort projekt med syfte att förändra kollektivtrafiken i den chilenska huvudstaden. 